# Eric Weiss

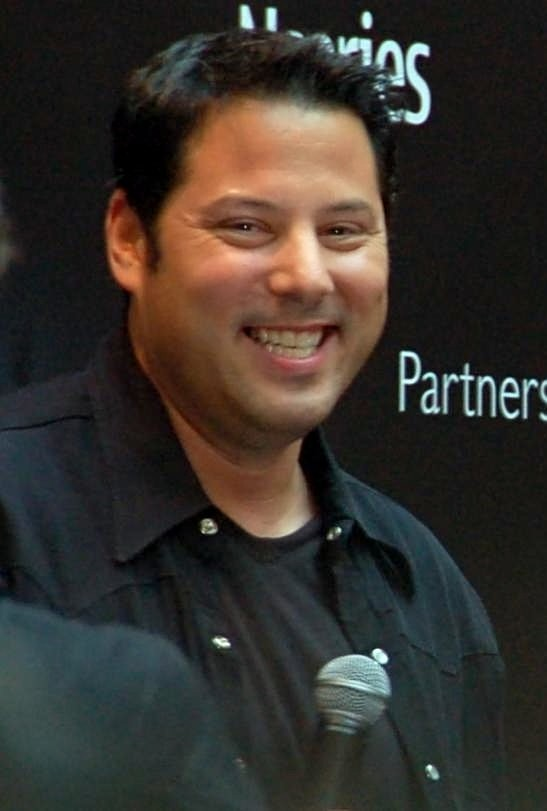
Eric Weiss jucat de Greg Grunberg

Eric Weiss, jucat de Greg Grunberg, este unul dintre colegii de lucru de la CIA a lui Sydney Bristow, în serialul Alias.

## Biografie
Eric Weiss este un agent de teren la CIA. El este prieten cu majoritatea oamenilor de la CIA și de cele mai multe ori dă sfaturi celorlalte pesonaje, în calitate de observator al tuturor întâmplărilor de la CIA. Weiss are un simț de umor foarte sarcastic, care provine de obicei din observațiile sale. El este cel mai bun prieten al lui Michael Vaughn la CIA.
Inițial, în primul sezonul, el i-a servit lui Vaughn ca un fel de sprijin ce are întotdeauna o parte amuzantă, dar odată cu integrarea foștilor membri SD-6 în cadrul CIA, el oferă sfaturi și multor alte personaje, printre care și Sydney Bristow și Marshall Flinkman.
Când pe logodnica lui Marshall, Carrie Bowman a apucat-o durerile nașterii în sediul CIA, ea a insistat să se căsătorească înainte de a naște. Marshall a accesat repede un site pentru "Biserica Mamiferelor", de unde i-a obținut lui Weiss împuternicirea de a le oficia căsătoria neașteptată.
Weiss a fost singurul membru din "familia" lui Sydney de la CIA, care nu a fost recrutat la divizia secretă APO la începutul sezonului 4, dar acest lucru a fost rectificat curând -atunci când a aflat de existența APO în timpul unei misiuni din episodul al treilea al sezonului 4.
Deși, prietenia dintre Weiss și Sydney avea potențialul de a deveni o relație amoroasă în sezonul 3, nimic nu s-a schimbat. La începutul sezonului 4, Weiss a început o relație cu sora vitregă a lui Sydney, Nadia Santos.
În cel de-al doilea episod al sezonului 5, lui Eric Weiss îi este oferită o slujbă de coordonare a operațiunilor secrete pentru NSC, care se afla "doar la câțiva pași de președinte"; în finalul episodului Weiss acceptă promovarea și astfel părăsește serialul. Personajul s-a întors în serial pentru ultima dată în episodul "S.O.S", când și-a folosit poziția înaltă din cadrul guvernului pentru a-i salva pe câțiva membri ai echipei APO, care se infiltraseră în sediul CIA din Langley, Virginia.
Într-un episod el este auzit vorbind la telefon olandeză; de asemenea, mai vorbește spaniolă și franceză.

## Trivia
- Eric Weiss este un descendent al lui Harry Houdini (al cărui nume adevărat era Ehrich Weiss, sau Weisz). Weiss îi menționează acest fapt lui Will Tippin, care i-a recunoscut numele, dar și Nadiei, în timp ce îi arăta un truc pentru a o impresiona.
- Deși, Weiss apărea destul de des în primul sezon al serialului, numele lui Greg Grunberg, din motive neexplicate, nu apare în generic alături de numele celorlalte personaje.